# Jaume Bru i Vidal
Jaume Bru i Vidal, también conocido como Santiago Bru i Vidal (Sagunto, 1921-2000) fue un historiador y poeta español. Un certamen de poesía en su ciudad natal lleva su nombre.
Estudió Magisterio en Castellón de la Plana, y luego Filosofía y Letras en la Universidad de Valencia, doctorándose en Historia Antigua. Trabajó como profesor de bachillerato, y en diversos cargos de la administración pública, en el área de patrimonio cultural.
Desde 1955 fue cronista de Sagunto hasta su muerte.
Entre 1966 y 1972 fue el presidente de la Secció d'Història i Arqueologia de Lo Rat Penat, sociedad de la cual también fue bibliotecario entre 1958 y 1964. Desde 1973 hasta su muerte fue cronista oficial de la ciudad de Valencia. Fue secretario general de la sección de Cronistas Oficiales del Reino de Valencia y consejero del Institut d'Estudis i Investigació.

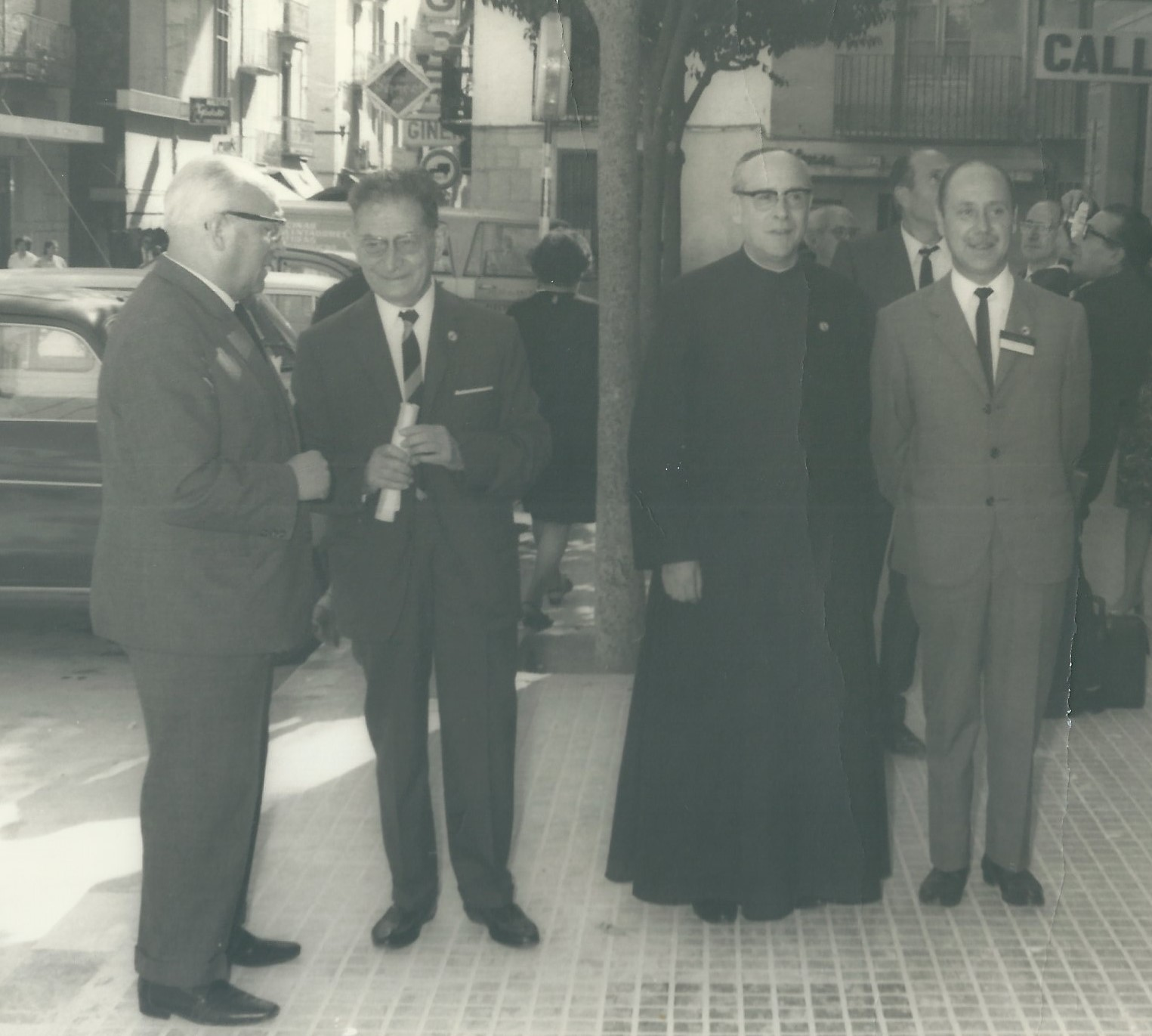
Reunión de Cronistas del Reino de Valencia en Vinaroz en octubre de 1968

Ganó varios premios literarios de los cuales cabe destacar el Premio Valencia de Literatura en el apartado de poesía del año 1959, con el poemario Retrobament. Entre 1962 y 1995 publicó la mayor parte de su obra como historiador. 
En 1989 fundó la revista Braçal, del Centre d'Estudis del Camp de Morvedre. En 2000 recibió el Premi de les Lletres Valencianes.
Escribió principalmente en valenciano.

## Obras
Poesía
- 1958 Ala encesa. Valencia: Torre.
- 1958 Tres cançons de primavera. Valencia: Domènech.
- 1960 Retrobament. València. Premio Valencia de Literatura-poesía, 1959.
- 1969 Cant al meu poble. Sagunt.
- 1980 Antologia de poetes saguntins: Jaume Bru i Vidal. Sueca.
- 1981 Ofrena lírica. Sagunt: Caixa d'Estalvis de Sagunt.
- 1985 Poeta en darrer cant. Sagunt: Fundació Municipal de Cultura.
- 1986 Crit esperançat. Sagunt.
- 1988 Testimoni i ofrena: Obra poètica completa I. Sagunt: Caixa d'Estalvis de Sagunt
- 1991 Els (retrobats) poemes del 71. Sagunt: l'autor.
- 1992 3a Semana de las Letras Valencianas, 1992: Poemes de Maria Beneyto i Jaume Bru i Vidal. Silla: Ayuntamiento de Silla.
- 1998 Kanèfora. Alicante: Aguaclara.
- 1999 Antologia poètica. València: Generalitat Valenciana.
- 1999 Recer de tardor. Valencia: l'autor.
- 2000 Clams d'ardida confessió. Alzira: 7 i Mig.
- 2000 Glorieta i altres poemes per a infants. Carcaixent: Edicions 96.

Teatro
- 1977 Pigmalió (con Dagoll Dagom). Compañía Dagoll Dagom, Barcelona: Teatre Poliorama.

Ensayo
- 1963 Les terres valencianes durant l'època romana
- 1969 La València pre-romàntica d'Alexandre Laborde
- 1983 La casa de la ciutat. L'Ajuntament de València
- 1984 Toponomàstica major. Saguntum
- 1986 L'Arxiu i Museu Històric de la ciutat de València
- 1991 Las Rocas del Corpus y su refugio temporal de las atarazanas
- 1995 El Camp de Morvedre en temps del cens de Floridablanca
- 1995 La Lonja de Valencia y su entorno mercantil

Obra en castellano
- 1989  Poema sinfónico, Sagunto.

- Datos: Q3163068